# Гаудемунда
Гаудемунда (Гавдемунда) (в крещении Софи́я, ум. 1288/1291) — литовская княжна, первая жена князя мазовецкого, плоцкого и черского Болеслава Земовитовича, дочь великого князя литовского Тройдена.
В 1279 году Гаудемунда (в католичестве — Софья) была выдана замуж за князя Болеслава Земовитовича. Последнее упоминание о ней относится к 1288 году. В 1291 году вдовый Болеслав женился вторично на Кунегунде, дочери чешского короля Пржемысла-Оттокара II.
В браке с Болеславом II Мазовецким Софья Гаудемунда родила:
- Земовита (1283—1345), князя варшавского, равского и ломжинского,
- Тройдена (ум. 1341), князя черского и варшавского (назван в честь деда),
- Анну, жену князя легницкого Владислава.